# Kivikylän Areena

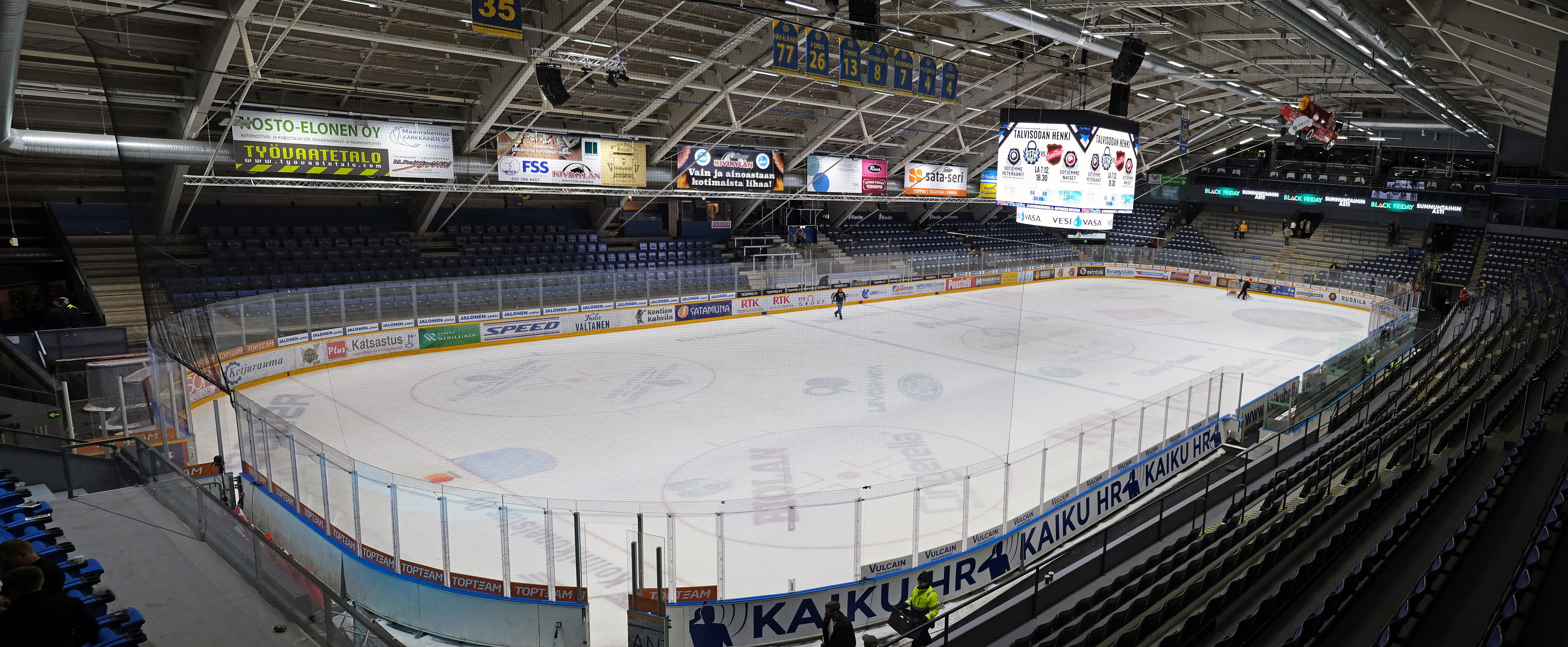
De ijsbaan

De Kivikylän Areena is een ijshal in de Finse stad Rauma. Het is de thuisbasis van ijshockeyclub Lukko, die uitkomen in de SM-liiga. De hal werd gebouwd in 1970. Tot de verbouwingen van 2005-06 bood de hal plaats aan zo'n 5800 personen. Na de verbouwing werd dit aantal verminderd tot 5400, om zo onder andere een restaurant bij te kunnen bouwen. Sinds de bouw in 1970 heeft de Kivikylän Areena vele namen gehad, meestal de sponsors van dat seizoen. Een aantal alternatieve namen zijn Lännen Puhelin Areena, Äijänsuo Arena, Rauman jäähalli en DNA-Areena.